# Aleksandr Jakovlev (flygplanskonstruktör)
Aleksandr Sergejevitj Jakovlev, född 1 april 1906 i Moskva, död 22 augusti 1989, generalöverste vid flygingenjörsväsendet, folkkommissarie för flygindustrin och innehavare av Leninorden, var en flygplanskonstruktör i Sovjetunionen. Han svarade för konstruktionen av ett flertal civila och militära flygplanstyper.

## Biografi
Redan som 18-åring konstruerade Jakovlev ett glidflygplan som blev uppmärksammat vid glidflygtävlingar. Efter att ha skapat ett biplan med 60 hk motor, som vann ett antal tävlingar, anställdes han av en flygplanstillverkare som konstruktör.
Senare öppnade han sin egen byrå där det första stora genombrottet kom med den moderna versionen av skolflygplanet Jakovlev UT-2 1935. Samtidigt deltog Jakovlev i en tävling om ett nytt jaktflygplan för det sovjetiska flygvapnet. Han vann tävlingen med sin konstruktion Jakovlev Jak-1. Sista jaktflygplanet i modellserien Jakovlev Jak-9 bedöms av många som ett av de linjeskönaste flygplanen under andra världskriget.
Efter kriget fortsatte Jakovlev att rita flygplan. 1946 kom skolflygplanet Jakovlev Jak-18, som blev standard som skolflygplan för det sovjetiska försvaret. Jurij Gagarin – första människan i rymden – fick sina första flyglektioner i en Jak-18.
Under 1970-talet klev A S Jakovlev åt sidan och överlämnade chefskapet till sin son Sergej Jakovlev.

## Några av Aleksandr Sergejevitj Jakovlevs flygplanstyper
- Jakovlev 28k första konstruktionen, ett glidflygplan
- Jakovlev UT-2, skolflygplan från 1935
- Jakovlev Jak-1, propellerdrivet jaktplan från andra världskriget
- Jakovlev Jak-9, propellerdrivet jaktplan från andra världskriget
- Jakovlev Jak-18, sovjetiska försvarets standardflygplan för skoländamål från 1946
- Jakovlev Jak-141, världens idag enda jaktflygplan med överljudsfart och VTOL-egenskaper